# Vitale da Bologna

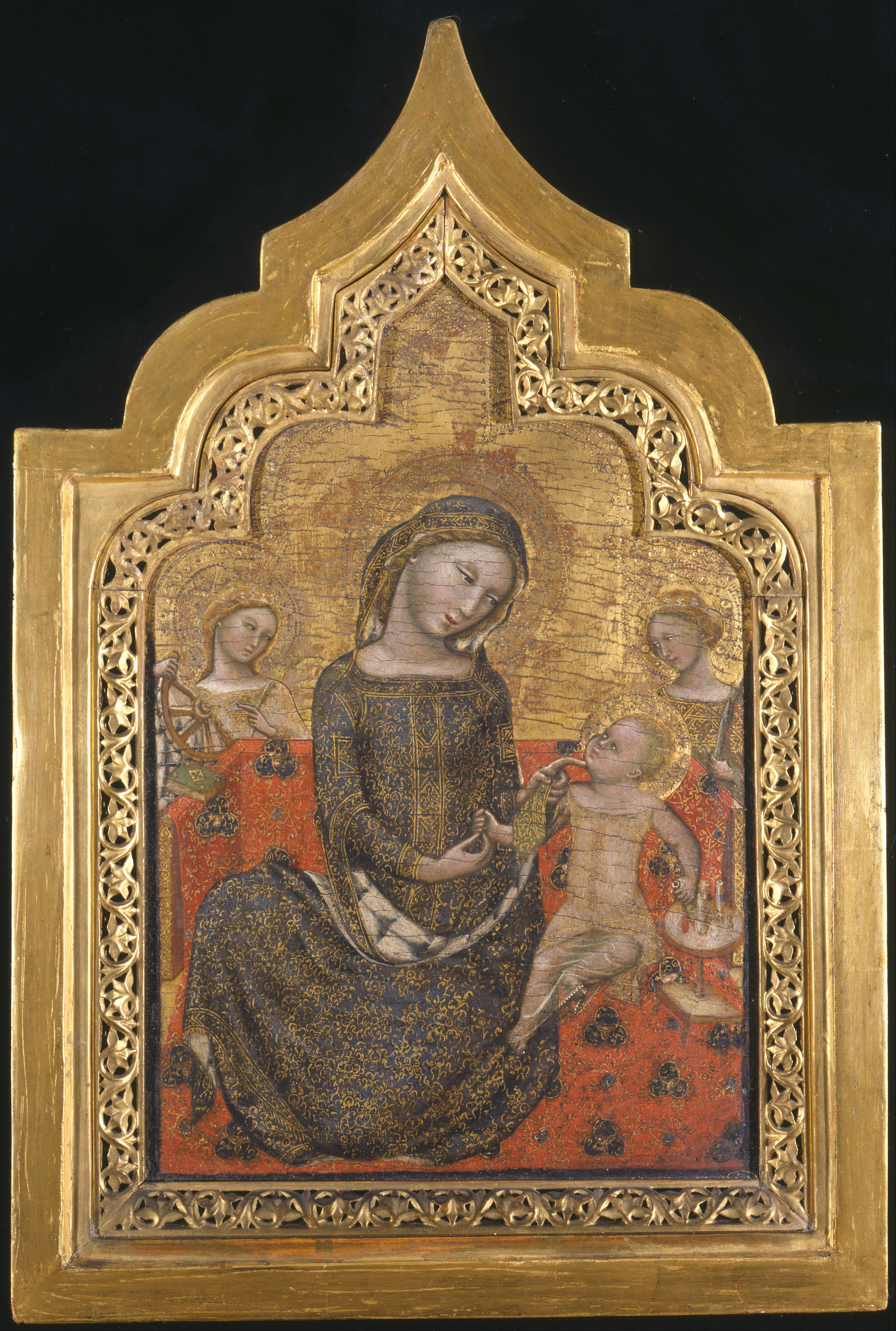
Vitale da Bologna, Holztafel „Mutter mit Kind und Heiligen“, ca. 1353, Mailand

Vitale da Bologna, auch Allegretto Nuzi, Vitalis de Equis, Vitale delle Madonne, Mimo de´Cavalli, (* um 1308 in Bologna; † vor 1361) war ein italienischer Maler der Frührenaissance. Er gilt als bedeutendster Vertreter der Bologneser Schule des 14. Jahrhunderts.

## Leben und Werk
Vitale war vor allem in Bologna aktiv, arbeitete aber auch in Pomposa (Fresken in Santa Maria, Christus mit Engeln und Heiligen, 1351) und Udine (Fresken Tod des Heiligen Bernhard und des Heiligen Nikolaus im Dom, 1348/49). Anfangs war er durch Giotto beeinflusst.
Zu seinen Hauptwerken zählt der Heilige Georg im Kampf mit dem Drachen in Bologna und die Madonna dei Denti (Bologna), die Anbetung der Könige (Edinburgh, Scottish National Gallery) und das Marien-Polyptychon (1353) in der Kirche San Salvatore in Bologna.
Er war den Quellen nach auch Holzbildhauer.

## Werke

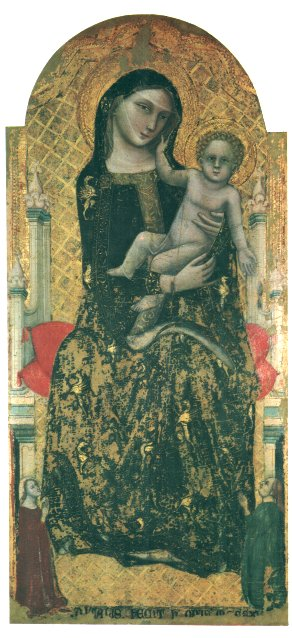
Madonna dei Denti, 1345, Museo Civico Davia Bargellini, Bologna
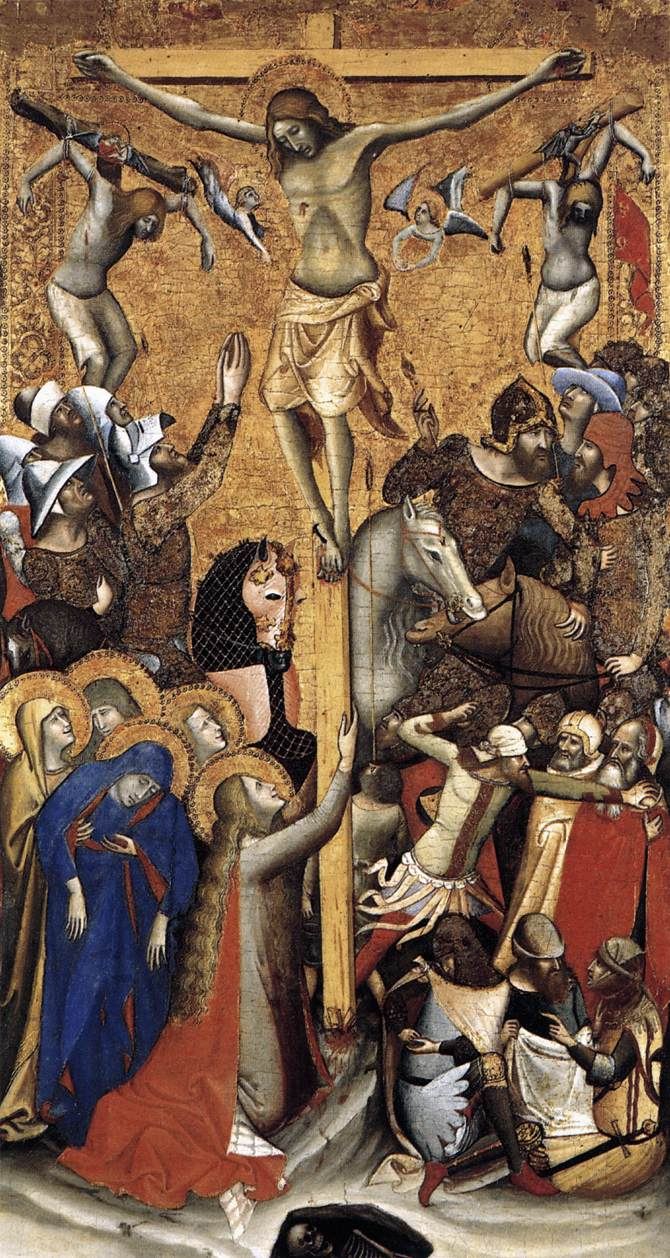
Kreuzigung, Museum Thyssen-Bornemisza, Madrid
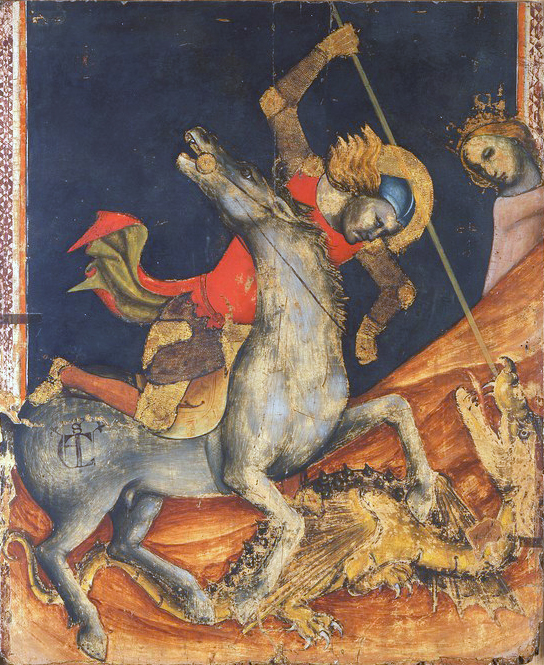
Kampf des Heiligen Georg mit dem Drachen, 1330, Nationalpinakothek Bologna